# Cosimo Gamberucci

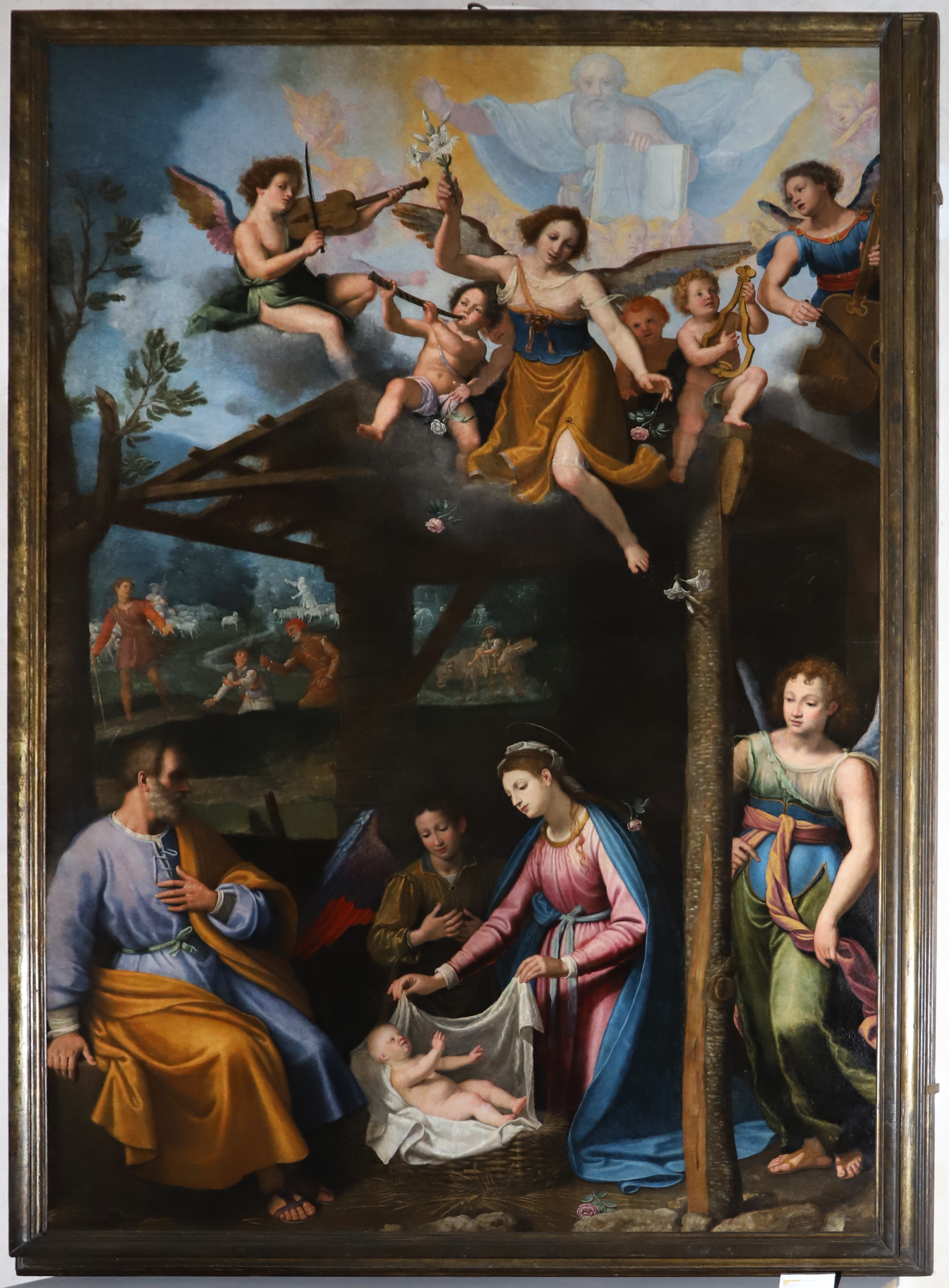
La Natività - église Santa Maria Maddalena de' Pazzi, Florence

Cosimo Gamberucci ou Gambaruccio (Florence, ~1560 - 1621) était un peintre italien de l'école florentine, élève de Santi di Tito.

## Biographie
Inscrit à  l'Accademia delle arti del disegno en 1580, son activité surtout est remarquée de 1595 à 1620, année où il peint  La samaritana al pozzo (La Samaritaine au puits) pour la chambre du lavabo du complexe de San Salvi. 
Il travailla pour beaucoup d'églises célèbres autant de Florence que pour d'autres villes de la Toscane, comme : 
- la  Chartreuse de Galluzzo,
- le Dôme de San Miniato,
- l'Église Santa Maria Novella,
- le Dôme de Pise,

## Œuvres
- La samaritana al pozzo, San Salvi.
- La Natività église Santa Maria Maddalena de' Pazzi, Florence (1618)
- à Santa Maria Novella, Florence :
  - San Vincenzo Ferrer risana gli infermi,
  - San Tommaso viene cinto da due angeli con cingolo di perpetua castità,
  - San Domenico ascende al cielo,
  - Giovanni da Salerno prende possesso di Santa Maria Novella,
  - Flagellazione di San Domenico,

- Santa Chiara e i saraceni, son chef-d'œuvre qui se trouve à Pise
- San Pietro guarisce lo storpio (1599), Galleria_dell'Accademia de Florence
- Michelangelo et Francesco I  de' Medici
- Dessins :
  - Résurrection de Lazare
  - Tête d'homme âgé, de profil
  - Jeune homme debout, drapé, et croquis de petites figures drapées

Si en  1606 il entreprend un voyage à Rome et à Naples,  son style ne s'en trouve pas influencé.